# 方方 (作家)
方方（1955年5月11日—），本名汪芳，女，祖籍江西彭泽，生于江苏南京，成长于湖北武汉，中国当代作家，知名公共知识分子，曾任《今日名流》杂志社长兼主编、《长江文艺》主编、湖北省作家协会主席、中国作家协会全国委员会委员。1982年以来已发表一百多部小说、散文集等文学作品，多部作品在各国被译为英、法、德、意、葡、日、韩、西班牙等外文出版，获得了大量奖项和荣誉，也多次引起争议。

## 生平
1955年5月11日，方方出生于江苏省南京市的一户书香人家。其曾外祖父杨赓笙是辛亥革命元老，撰写《讨袁檄文》。方方的舅公杨叔子是中国科学院院士、华中科技大学校长。父亲于1937年毕业于上海交通大学，后跟随伯祖父汪辟疆在南京发展。1957年，随父母迁至武汉，1974年高中毕业后曾在位于百步亭的武汉运输合作社做过四年装卸工。1975年开始写诗，1978年考入武汉大学中文系。1982年毕业后，分配至湖北电视台任编辑，并在同年开始发表作品，其小说处女作为《大篷车上》。
1988年，其短篇小说《十八岁进行曲》获《小说月报》第二届百花奖。1989年，又以1989年发表的中篇小说《风景》一鸣惊人，获全国优秀中篇小说奖，成为新写实派代表作家之一。同年，调至湖北省作家协会从事专业创作，出版短篇小说集《江那一岸》。此后又相继发表获奖小说《祖父在父亲心中》、《桃花灿烂》、《纸婚年》等。
1994年，方方曾担任时政类杂志《今日名流》社长兼主编，但该杂志于2001年停刊。其间发表获奖小说《埋伏》《过程》《在我的开始是我的结束》，五卷本中短篇小说集《方方文集》和长篇小说 《乌泥湖年谱》等。
2007年9月22日，在湖北省作家协会第五次代表大会上当选为省作协主席。2007年前后，方方受何锡章之邀准备调任华中科技大学中文系，但由于湖北省作协担心此调动有“主席炒了作协”之嫌，方方并未正式调入，在华科大只有一份“并不高的津贴”。
2012年初，方方被湖北省作协党组任命为湖北省作协会刊《长江文艺》主编。2012年9月25日，方方在湖北省作家协会第六届委员会第一次全体会议上以100票（共107票）的高额投票连任湖北省作家协会主席。。
2016年，发表长篇小说《软埋》，于2017年获第三届路遥文学奖。
2018年，卸任湖北省作家协会主席。
2021年，卸任作协全国委员会委员职务。
方方发表了100多部作品和文集，“其中大多数作品关注中国社会发展与变动过程中不同个体的命运，为她带来了许多奖项与赞誉。”多部作品在各国被译为英、法、德、意、葡、日、韩、西班牙等外文出版。

## 主要作品及获奖

### 长篇小说
- 《乌泥湖年谱》，2000年（2001年获人民文学出版社出版优秀作品奖）。
- 《水在时间之下》，2008年（2009获第三届中国当代女性文学创作奖，2010年获第八届茅盾文学奖提名）。
- 《武昌城》，2011年（2012年获2011年度优秀女性文学奖、第十届华语文学大奖年度杰出作家）。
- 《软埋》，2016年（2017年获第三届路遥文学奖，2020年爱弥尔·吉美亚洲文学奖）。
- 《是无等等》，2019年（《扬子江文学评论》2019年度文学排行榜）。

### 中篇小说
- 《十八岁进行曲》，1985年（1988年获第二届《小说月报》百花文学奖）。
- 《风景》，1987年（1989获《中篇小说选刊》优秀作品奖、《小说选刊》觉沈努西杯奖、1987-1988年全国优秀中篇小说奖）。
- 《祖父在父亲心中》，1990年（1991获上海市首届优秀作品奖，1992年获湖北省第二届屈原文艺奖）。
- 《桃花灿烂》，1991年（1993年获第五届《小说月报》百花文学奖中篇小说奖，2012年被改编为同名雅皮剧）。
- 《埋伏》，1995年（1997年获第七届《小说月报》百花文学奖中篇小说奖，1998年获湖北省屈原文学奖）。
- 《过程》，1998年（1999年获第八届《小说月报》百花文学奖中篇小说奖）。
- 《在我的开始是我的结束》，1999年（2001年获第九届《小说月报》百花文学奖中篇小说奖）。
- 《奔跑的火光》，2001年（同年中国小说学会中篇小说排行榜第一名、上海市政府中篇小说二等奖、《小说选刊》优秀作品奖，2003年获第十届《小说月报》百花文学奖中篇小说奖、第二届中国当代女性文学创作奖、第二届湖北优秀作品奖）。
- 《有爱无爱的铭心刻骨》，2002年（2003年获《中国作家》，“大红鹰杯”友刊优秀作品奖，2005年获第十一届《小说月报》百花文学奖中篇小说奖）。
- 《树树皆秋色》，2003年（同年获第二届北京文学奖）。
- 《万箭穿心》，2007年（2009年获第十三届《小说月报》百花文学奖中篇小说奖，2012年被改编为同名电影）。
- 《琴断口》，2009年（2010年获第五届鲁迅文学奖中篇小说奖，2011年获第十四届《小说月报》百花文学奖中篇小说奖）。
- 《刀锋上的蚂蚁》，2010年（同年第四届中国作家鄂尔多斯文学奖，2012年获第二届郁达夫小说奖中篇小说奖）。
- 《声音低回》，2012年（2013年获第十五届《小说月报》百花文学奖中篇小说奖、《北京文学》中篇小说奖）。
- 《涂自强的个人悲伤》，2013年（2014年获《中篇小说选刊》双年奖、第十六届《小说月报》百花文学奖中篇小说奖）。

### 短篇小说
- 《“大篷车”上》，1982年（《长江文艺》佳作一等奖）。
- 《纸婚年》，1992年（1993年获第五届《小说月报》百花文学奖短篇小说奖）。

### 散文集
- 《汉口的沧桑往事》，2004年（长江出版集团最受读者欢迎奖）。
- 《方方日记》，2020年。

### 诗歌
- 《我拉起板车》，1982年（1983年获1982-1983年中国《诗刊》新诗创作一等奖）。

## 荣誉
- 庄重文文学奖，1995年[14]。
- 巾帼百名（BBC），2020年[15]
- 独立中文笔会自由写作奖，2020年[5]。
- 法国爱弥尔·吉美亚洲文学奖（作品《软埋》），2020年[16]。

## 争议

### 与柳忠秧有关的争议
2014年鲁迅文学奖评审过程中，方方发新浪微博称湖北诗人柳忠秧“四处活动，搞定评委”而获奖，柳忠秧认为方方涉嫌造谣、诽谤，对自己的名誉造成了损毁，于是将方方起诉至广州市越秀区人民法院，要求法院判令方方删除有关微博和言论，并以书面形式赔礼道歉。2015年3月方方发表了博客《我为什么要批评柳忠秧》，认为柳忠秧不应该在鲁迅文学奖初评前来做这些活动。随后于当年4月17日发表对湖北省人社厅的质疑书，认为鲁迅文学奖有失公正。
2015年11月4日该案一审判决结果公布，广州市越秀区法院认为方方提供的证据不足以证明柳忠秧“把所有评委搞定”，判决方方立即删除针对柳忠秧的微博，刊登道歉声明并向柳忠秧支付精神抚慰金2000元。方方一审败诉后表示不服判决，提起上诉，并拒绝向柳忠秧道歉。2016年4月15日，广州市中级人民法院终审判决驳回方方上诉，维持原判。同年7月5日，方方发布长微博，发表了她写给广东省高级人民法院龚稼立院长名为《我的批评权在哪里？》的公开信，表达了希望该案再审的意愿。柳忠秧2017年10月27日突发心肌梗塞逝世后，方方在微博上称“当年微博不点名批评不过职务行为而已……无论如何，也要祝他一路好走”。

### “T诗人”有关争议
2015年4月18日凌晨，方方在个人微博上针对湖北省人社厅批准某位被指“一篇文章都写不顺畅”、“凡事用钱铺路”的“T诗人”晋升正高二级一事公开发表《我的质疑书》，被推定为“T诗人”的作家田禾4月19日对此发表回应，并指出方方身为国家公职人员“一年拿三份工资”、“侵吞32万国有财产”，方方随后在对田禾的回应中称“我在作协拿一份工资，同时主编《长江文艺》有主编费、在华科大讲课有讲课费或者叫课时津贴，都是正常收入，每一分钱都是。”
2015年7月，田禾被撤销正高二级职称和湖北省作协文学院副院长职务。而在《中国青年报》针对此事采访湖北省作协多名知情人士时，湖北省一名知名作家指“方方本人在湖北省文坛十分强势，对人不够尊重”。

### 《软埋》争议
2016年方方发表一部讲述了一位经历土改的女性的长篇小说《软埋》，引发了文学界关于土改的争论与对这部作品的批判。2017年5月，人民文学出版社停印此书。

### 《方方日记》争议
该作品主要涉及2019冠状病毒病疫情期间，中国大陆疫情的相关内容。该作品自2020年1月开始在新浪微博上发表，2020年4月外文版预售，因其部分内容被指道听途说，引发了巨大争议。

#### 利用“特权”送侄女离开武汉
方方1月30日的微博记述，“他们局有不少我的读者，于是说你还是在家写作吧……于是昨晚派了肖警官将我侄女送到机场……”。其侄女（母子二人）在29日到达机场后，于30日半夜搭乘新加坡政府安排的撤侨专机离开武汉。
当时，武汉处于封城状态，政府已下达私家车禁行令。方方事后说明，由肖警官运用侄女去机场，即是为规避政府的交通管制。方方本身为湖北省作协前任主席，享受厅级干部待遇。故外界认为方方在滥用特权，突破当时武汉封城的管制。质疑者认为，方方是因厅级干部身份受到洪山区交管局的优待。方方在微博回应质疑，肖警察实为洪山交管局辅警，她与肖某为私人关系。“她询问肖警官可否去机场一事，肖警官遂利用晚上休息时间，热情相助，用的是他私家车哦”，否认车辆为洪山区交管局安排，自己的身份实是“疫区中的一个老百姓”。同时她在3月12日的微博称中表示，“很多人在操心我写侄女到新加坡去的文章，是不是删了。没有哦，是因为还没有补到那里。放心，这是一件非常正常的事，我不会删的。”

#### “小产权转正获利千万”
2020年4月4日，微博用户“明德先生”，发文点名方方，要求其解释位于武汉市江夏区藏龙岛“水天居”别墅的产权问题。4月6日，微博用户“明德先生”再次发文称“湖北省管干部方方6套房产来源不明”质疑方方贪腐。方方则回应称佩服作者想象力，法庭上见。据其后方方回应，江夏区藏龙岛别墅为其应政府邀请入驻，且有正式的购买凭据，所有手续均合法。

#### 对方方记录疫情的争议
方方日记被部分中国大陆网民质疑使用来源不明资料、夸大武汉疫情状况、描述武汉抗疫成绩不充分、宣扬西方普世价值观、政治不正确等。方方日记在中国大陆至今未曾出版。英文版经由美国汉学家白睿文（Michael Berry）翻译，以Wuhan Diary: Dispatches from the Original Epicenter（《武汉日记：來自震中的電訊》）的标题在美国等地出版发行。